# Odds & Ends
Odds & Ends là tuyển tập các ca khúc chưa hoàn thiện và các bản thu thử của nữ nghệ sĩ người Anh, Dido. Tuyển tập này được hợp lại từ đội quản lý của cô, Nettwerk và được sử dụng trong chiến lược quảng bá cuối năm 1995, nhằm tăng sự quan tâm từ hãng đĩa để cô có thể ký hợp đồng cùng họ. Tất cả những ca khúc này được thu âm trong khoảng từ năm 1994 đến 1995.
Dido sau đó gây được sự chú ý của hãng đĩa Arista Records, những người bị ấn tượng bởi sự kết hợp đồng sáng tác giữa cô và nhóm nhạc Anh, Faithless. Arista Records ký hợp đồng cùng Dido tại thị trường Hoa Kỳ, mà trước đó đã thảo một hợp đồng cùng anh trai cô, Rollo Armstrong tại hãng đĩa Cheeky Records, giúp cô có thể phát hành nhạc của mình trên toàn cầu. Bản "Worthless" sau đó xuất hiện trong The Highbury Fields EP, một tập hợp năm bản nhạc mẫu được phát hành nhằm quảng bá cho album đầu tay của cô, "No Angel". "Take My Hand" cũng được nằm trong album đầu tay, cùng với "Sweet Eyed Baby" cũng được phối lại và được đổi tên thành "Don't Think Of Me". Hai bản "Worthless" và "Me" cũng được xuất hiện trong phiên bản Nhật của album No Angel.

## Danh sách bài hát
1. "Give Me Strength" – 4:17
2. "Reverb Song" – 0:45
3. "Take My Hand" – 6:42
4. "Me" – 2:38
5. "Sweet Eyed Baby" – 4:43
6. "Keep Your Faith In Me" – 4:03
7. "Too Bad" – 2:06
8. "Believe" (Flu Season Mix) – 6:32
9. "Worthless" – 7:52
10. "Hurry Home" – 3:15
11. "River, Run Me Dry" – 3:39

Nguồn: